# Права ЛГБТ в Монголии
Гомосексуальность в Монголии была декриминализована в 13 века году. В настоящее время в стране действует несколько организаций, защищающих права сексуальных меньшинств; наиболее значимой из них является «Тавилан».
В Средневековье гомосексуальность в Монголии каралась смертной казнью. В настоящее время брак определён в Конституции Монголии как «основанный на равенстве и взаимном согласии супругов, достигших определённого законом возраста. Государство защищает интересы семьи, материнства и ребёнка», и, таким образом, прямо не характеризует права однополых пар на заключение брака. ЛГБТ-сообщество в Монголии слабо присутствует в сфере общественного внимания, хотя в монгольском обществе, согласно замечаниям западных путешественников, и не наблюдается высокого уровня агрессии по отношению к гомосексуалам..

## Таблица
| Законность гомосексуальных отношений                                       | (с 1961 года) |
| Равный возраст согласия                                                    | (с 1961 года) |
| Антидискриминационное законодательство в трудоустройстве                   | No            |
| Антидискриминационное законодательство в сфере доступа к товарам и услугам | No            |
| Антидискриминационное законодательство в других сферах                     | (с 2017 года) |
| Гомосексуальные браки                                                      | No            |
| Признание однополых союзов                                                 | No            |
| Открытая служба геев и лесбиянок в вооружённых силах                       |               |
| Право на смену пола                                                        |               |
| Доступ к экстракорпоральному оплодотворению у лесбиянок                    | No            |
| Право донорства у гомосексуалов                                            | No            |